# Шавейко, Эдуард Петрович
Эдуард Петрович Шавейко (15 июня 1935 год, Логойск, Минская область) — комбайнёр колхоза «Большевик» Логойского района Минской области, Белорусская ССР. Герой Социалистического Труда (1966). Член ЦК КПБ (1971—1976).

## Биография
С 1952 года трудился помощником комбайнёра, комбайнёром на Логойской МТС. С 1958 года — комбайнёр, начальник ремонтных мастерских колхоза «Большевик» Логойского района.
В 1965 году собрал на комбайне в среднем с каждого гектара по 25 центнеров зерновых, добившись самого большого результата в Логойском районе. Указом Президиума Верховного Совета СССР от 23 июня 1966 года удостоен звания Героя Социалистического Труда с вручением ордена Ленина и золотой медали «Серп и Молот».
В 1971 году избирался делегатом XXIV съезда КПСС.
С 1977 года — начальник ремонтных мастерских колхоза «8 марта».